# صفحه کهکشان
صفحه کهکشان (انگلیسی: Galactic plane) صفحه‌ای است که بخش عمده جرم یک کهکشان دیسکی‌شکل بر روی آن قرار دارد. جهات عمود برهم به صفحه کهکشانی به قطب‌های کهکشانی اشاره می‌کند. در کاربرد واقعی، اصطلاحات صفحه کهکشانی و قطب‌های کهکشانی معمولاً به‌طور خاص به صفحه و قطب‌های کهکشان راه شیری اشاره دارد که سیاره زمین در آن جای دارد.
برخی از کهکشان‌ها شکل نامنظم داشته و هیچ دیسک مشخصی ندارند. حتی در یک کهکشان مارپیچی میله‌ای مانند راه شیری، تعریف صفحه کهکشانی کمی مبهم و دلبخواه است، چون ستارگان کاملاً اشتراک سطح ندارند. در سال ۱۹۵۹، اتحادیه بین‌المللی اخترشناسی، موقعیت قطب شمال کهکشانی راه شیری را دقیقاً در بُعد (RA) 12h 49m و  میل (Dec) ‏ ۲۴′ ‎۲۷° تعریف کرد که پس از آن به‌عنوان مبدأ اعتدال B1950 استفاده می‌شود. در کاربرد امروزی، به دلیل حرکت تقدیمی مبدأ اعتدال J2000 در نظر گرفته می‌شود که موقعیت آن بُعد 12h 51m 26.282s و میل ‏ ۴۲٫۰۱″ ۰۷′ ‎۲۷° است. این موقعیت امروزه در صورت فلکی گیسو و نزدیک ستاره روشن ژوبین‌دار قرار دارد. به همین ترتیب؛ قطب جنوب کهکشانی در صورت فلکی سنگتراش قرار دارد.
همچنین طول جغرافیایی صفر در سامانه مختصات کهکشانی نیز در سال ۱۹۵۹ در زاویه موقعیت ۱۲۳ درجه از قطب سماوی شمال تعریف شد؛ بنابراین نقطه طول جغرافیایی صفر در استوای کهکشانی در مبدأ اعتدال B1950 در موقعیت بُعد 17h 42m 26.603s و میل ‏ ۰۰٫۴۴۵″ ۵۵′ ‎−۲۸° یا در مبدأ اعتدال J2000 در بُعد 17h 45m 37.224s و میل ‏ ۱۰٫۲۳″ ۵۶′ ‎−۲۸° قرار دارد و زاویه موقعیت آن در اعتدال J2000 برابر با ۱۲۲٫۹۳۲ درجه است. مرکز کهکشانی دارای زاویه موقعیت ۳۱٫۷۲ درجه (B1950) یا ۳۱٫۴۰ درجه (J2000) در شرق شمال است.